# جانين شاسيجيه سميرجيل
جانين شاسيجيه سميرجيل (بالإنجليزية: Janine Chasseguet-Smirgel)‏ (1928-5 مارس 2006) كانت محللة نفسية فرنسية رائدة، ومحللة تدريب، ورئيسة سابقة لـ جمعية التحليل النفسي في باريس في فرنسا. من عام 1983 إلى 1989، شغلت منصب نائب رئيس جمعية التحليل النفسي الدولية. شاسيجيه سميرجيل أستاذة فرويد في كلية لندن الجامعية وأستاذة علم الأمراض النفسية في جامعة ليل نورد دي فرنسا. اشتهرت بإعادة صياغة النظرية الفرويدية لمثالية الأنا وارتباطها بالنرجسية الأولية، فضلاً عن امتدادها لهذه النظرية إلى نقد للأيديولوجية الطوباوية.